# چنگوره (آوج)
چنگوره، روستایی از توابع بخش مرکزی شهرستان آوج در استان قزوین ایران است.

## جمعیت
این روستا در دهستان حصار ولیعصر قرار دارد و براساس سرشماری مرکز آمار ایران در سال ۱۳۸۵، جمعیت آن ۵۴ نفر (۱۸خانوار) بوده‌است. اما در حال حاضر جمعیت روستای چنگوره به بیش از ۵۰۰ نفر می‌رسد.

## معرفی
روستای چنگوره در تیرماه ۱۳۸۱ بر اثر زلزله تخریب و روستای جدید در محلی به نام دوُوَ گِچَن به معنی محل عبور شتر بنا گردید. از محل‌های دیدنی آن می‌توان به قارا تپه-آشاقو چای-بش تپه-یوغوش-پاپو-آغ اتاق-جندره-سدچنگوره-استخرذخیره آب و... اشاره کرد.

## روستای قدیم چنگوره
روستای قدیم چنگوره در انبوه درختان بید و صنوبر و گردو محصور بود که نمایی رؤیایی را به وجود آورده بود. این روستا دارای دو خیابان اصلی و چند محله با نام‌های باش محله-آرا محله-آشاغو محله-دره محله-غدرآباد و... بود. این روستا دارای یک حمام قدیمی به سبک دوره صفوی - مسجد-آب‌انبار و مدرسه بود.

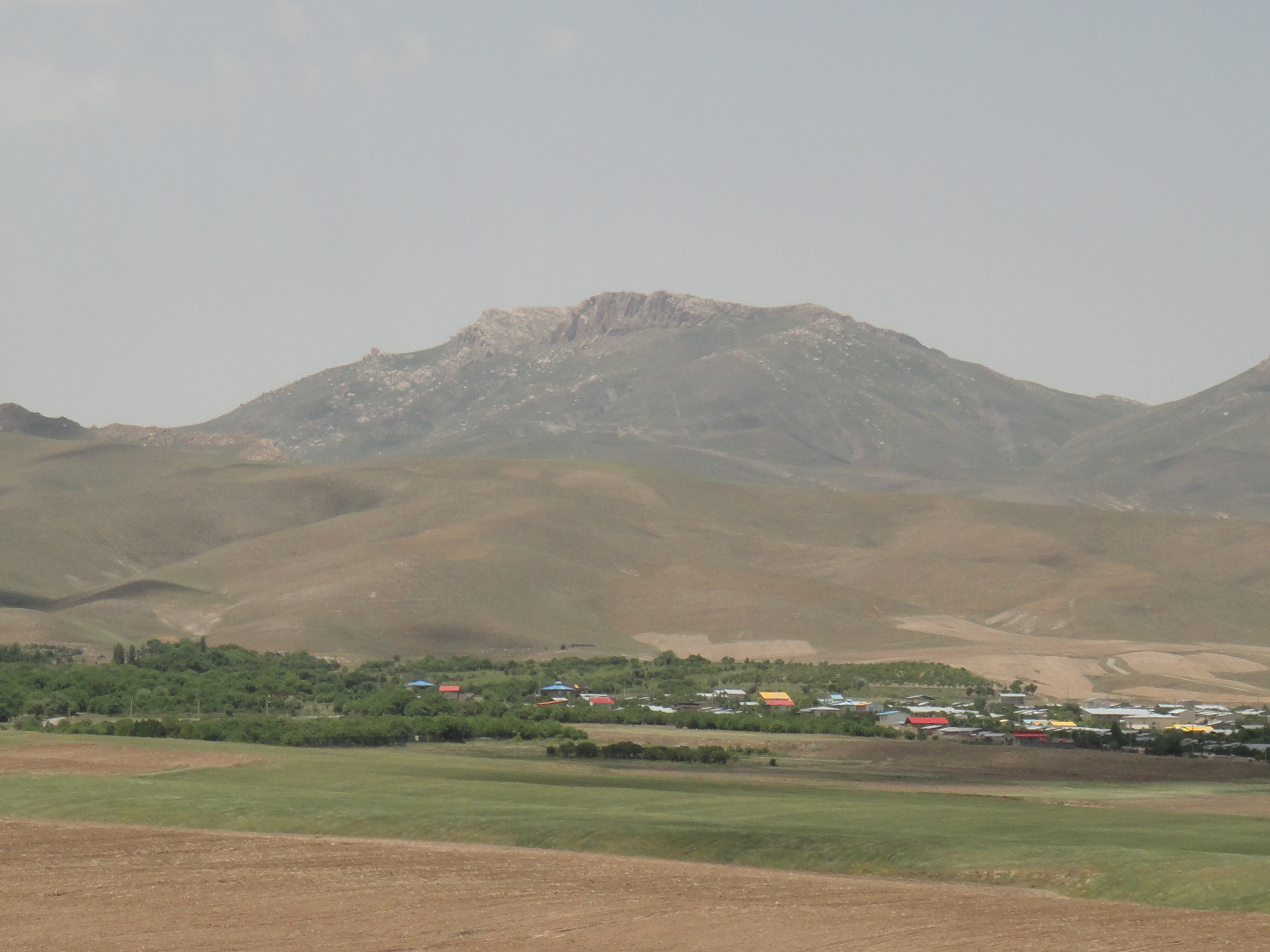

## حمام چنگوره
حمام قدیم چنگوره به سبک دوره صفوی در وسط روستا (میدان امام حسین) بنا شده بود. این حمام دارای یک درب ورودی کوچک بوده که با گذر از حدود ۷ پله نسبتاً بلند به سمت پایین به اتاق رختکن می‌رسید. این رختکن دارای دو حجره گنبدی شکل با حوضچه کوچک در میان بود. سمت چپ پله‌ها دربی دیگر روستانشینان را از راهرویی عبور و به داخل حمام هدایت می‌کرد. داخل حمام حجره‌ای برای رختکن داخلی وجود داشت که با حصیر پلاستیکی فرش شده بود. رو به روی رختکن چهار پله بلند مسیر حوض اصلی یا خزینه حمام را مشخص می‌کرد. خزینه حمام مربعی به ابعاد سه متر در سه متر با عمق یک و نیم متر بود که از گوشه سمت راست و انتهایی با دریچه‌ای تغذیه می‌شد. دو طرف خزینه دو دالان وجود داشت که دالان سمت راست برای خروج فاضلاب و سمت چپ محلی دنج برای نظافت شخصی بود. گوشه روبه روی دالان سمت راست حوضچه‌ای کوچک با شیر آب سرد قرار داشت. سقف این حمام گنبدی با دریچه‌های شیشه‌ای بود. به نظر می‌رسید کل بنا با ساروج و سنگ ساخته شده باشد. کوره خانه این حمام پشت ضلع شرقی قرار داشت که سال‌ها توسط شخصی به نام حجت الله محمودی تعمیر و نگهداری می‌شد.

## آب‌انبار چنگوره
روستای قدیم چنگوره با توجه به بافت روستایی فاقد آب لوله‌کشی برای خانه‌ها بود؛ ولی شیرهای آب در هر کوچه تعبیه شده بود که نیاز روستائیان را بر طرف می‌کرد. آب شرب توسط لوله از کیلومترها دورتر از محلی به نام چهار چشمه به آب‌انبار روستا در یوغوش جنوبی هدایت و پس از تصفیه در معرض استفاده عموم قرار می‌گرفت. روستائیان به کمک شخصی خیّر به نام حاج حدادی بنای آب‌انبار را گذاشته و کلیه کارهای لوله‌کشی توسط این شخص انجام گرفته بود. آب‌انبار اتاقی کوچک ساخته شده از سیمان و آجر بود که محل جمع‌آوری آب چهار چشمه بود.

## مسجد
مسجد قدیم چنگوره با هشت ستون چوبی بلند و قطور در وسط و ۱۲ حجره در اطراف در دو طبقه بنا شده بود. محل مسجد کنار حمام روستا قرار داشت. مسجد بدون گنبد و گلدسته بوده‌است. وسط مسجد سکویی به ارتفاع نیم متر قرار داشت که محلی برای اجرای مراسم تعزیه بود. در طبقه دوم راهرویی کم عرض دور تا دور مسجد را می‌پیمود و بیشتر برای نشستن زنان و تماشای مراسم استفاده می‌شده. در ضلع جنوب غربی مسجد محل برپایی سماور و چای بود تا نمازگزاران در حین سخنرانی گلویی تازه کنند. محراب کوچک و ساده به همراه منبر چوبی نمای روحانی به مسجد داده بود. پیش نماز و سخنران برای سال‌ها شیخ محمدرضا زمانی (۱۳۱۳-۱۳۸۷ ه. ش) ملقب به ملا رضا فرزند ملا ابوالمعصوم و از شاگردان آقا شیخ جعفر شریعتمداری بود.

## مدرسه چنگوره
مدرسه قدیمی در ابتدای ورودی روستا و نزدیک خرمن یری (خرمنگاه) برپا شده بودکه پس از تخریب در محلی نزدیکتر به روستا با سازه‌ای جدید بنا شد و شهید محمد علیها نام گرفت. این مدرسه با حیاطی بزرگ با دیواری آجری محصور شده بود که دانش آموزان تا مقطع دبستان در آن تحصیل می‌کردند.

## محصولات چنگوره
از محصولات چنگوره می‌توان به‌طور غالب به انگور - گردو و بادام و گندم اشاره کرد. دیگر محصولات شامل زردآلو- گوجه سبز-سیب-گلابی -هلو -گیلاس-آلبالو -شليل - فندوق-به و غیره می‌باشد. 

## رودخانه روستا
رودخانه روستای چنگوره از کوههای روستای بالادست به نام کامشگان سرچشمه گرفته و پس از رسیدن به روستا به دو شاخه منشعب می‌شود. شاهراه اول که به آشاغو چای معروف است از دره‌ها عبور کرده و از ضلع شرق روستا جهت آبیاری جنگلهای پایین دست روستا مورد استفاده قرار می‌گیرد و مازاد آن به سد چنگوره هدایت می‌گردد.
مسیر رود بالا که به یوخارو چای معروف است دست ساز بوده که توسط روستائیان به خصوص شخصی به نام فرج الله بیع اسماعیلی از کیلومترها دورتر به روستا هدایت شده‌است. این آب جهت آبیاری باغ و مزارع و همچنین شست‌وشو مورد استفاده قرار می‌گرفته.